# أدراستيا (إلهة)
أدراستيا (اليونانية الأيونية: Ἀδρήστεια)، في الديانة والأساطير اليونانية القديمة، هي في الأصل إلهة جبل فريجية، ربما مرتبطة بسيبيلي، كانت فيما بعد حورية كريتية، وابنة ميليسيوس، التي كلفتها ريا برعاية الرضيع زيوس سرا؛ لحمايته من والده كرونوس. وبحلول القرن الخامس قبل الميلاد على أبعد تقدير، أصبحت مرتبطة بنمسيس، إلهة العقاب الإلهي. وهي «القصاص» الذي «لا يمكن الهروب أو الفرار منه»، هي ابنة آريس وأفروديت والتي عرفت بمرافقة أبيها آريس إلى الحرب. كانت تبجيلاً لإلهة الثورة، فقط القصاص والتوازن السامي بين الخير والشر. بسبب دورها في الثأر والانتقام، كانت تصوّر عادةً مع نمسيس، وفي بعض الأحيان متطابقة مع العدو نفسه، كان يعتقد أيضا أنها شخصية حرب أخرى، على غرار إخوتها فوبوس ودييموس. وقد وحدها اليونان والرومان مع الربة نيمسيس.